# Bernard Goumou
Bernard Goumou (nacido el 8 de septiembre de 1980) es un político de Guinea, primer ministro de Guinea desde julio de 2022 hasta febrero de 2024.

## Biografía
Antes de ingresar a la política, Goumou se desempeñó como director general de Lanala Assurance desde 2017.

## Carrera política
Goumou fue nombrado Ministro de Comercio, Industria y Pequeñas y Medianas Empresas en el gobierno de Béavogui el 27 de octubre de 2021.
Fue designado para ejercer como Primer Ministro interino de Guinea después de que el anterior primer ministro interino Mohamed Béavogui "no estuviera disponible por motivos de salud". Su nombramiento fue anunciado en la televisión nacional.